# 伊斯特維尤 (密蘇里州)
伊斯特維尤（英語：Eastview）是位於美國密蘇里州托尼縣的鬼鎮。

## 歷史
伊斯特維尤的郵局於1901年設立，其後於1928年停運。

## 地理
伊斯特維尤所處的海拔為高於海平面429米（即1408英呎），而該地所採用的時區為UTC-6，即北美中部時區（CST）。同時該地設有夏令時間，為UTC-6調快一小時，即UTC-5（CDT）。